# Хюлле, Павел
Павел Марек Хюлле (пол.  Paweł Marek Huelle; 10 сентября 1957[…], Гданьск — 27 ноября 2023, Гданьск, Поморское воеводство) — польский писатель, журналист, сценарист.

## Биография
Окончил Гданьский университет, где изучал философию, историю и литературу. В августе 1980, во время массовых забастовок, стал одним из инициаторов создания Независимого союза студентов. Работал в пресс-службе Солидарности, после введения военного положения печатался в самиздате. Позднее занимался журналистикой, преподавал философию в Медицинской академии Гданьска, в 1994—1999 возглавлял Польское телевидение в Гданьске.
Один из наиболее ярких художественных летописцев родного города, наряду с Гюнтером Грассом и Стефаном Хвином.
Умер 27 ноября 2023 года.

## Произведения
- Вайзер Давидек/ Weiser Dawidek (1987)
- Opowiadania na czas przeprowadzki (1991)
- Wiersze (1994)
- Pierwsza miłość i inne opowiadania (1996)
- Inne historie (1999)
- Мерседес-Бенц. Из писем Грабалу / Mercedes-Benz. Z listów do Hrabala (2001, премия Паспорт Политики)
- Byłem samotny i szczęśliwy (2002)
- Касторп / Castorp (2004, по мотивам романа Томаса Манна Волшебная гора)
- Тайная вечеря / Ostatnia Wieczerza (2007, номинация на литературную премию Нике)
- Opowieści chłodnego morza (2008)

## Признание
Дебютный роман писателя Вайзер Давидек (1987) получил широкое международное признание, был переведён на многие языки, экранизирован (2000). Писателю вручен Орден Возрождения Польши (2012).

## Издания на русском языке
- Вайзер Давидек / Пер. В. Климовского. СПб.: Азбука-Классика, 2003
- Мерседес-бенц. Из писем к Грабалу / Пер. И. Адельгейм. М.: Новое литературное обозрение, 2004
- Касторп / Пер. Кс. Старосельской. М.: Новое литературное обозрение, 2005
- Тайная вечеря / Пер. Кс. Старосельской. М.: Новое литературное обозрение, 2009